# Rade Zagorac
Rade Zagorac (nacido el 12 de agosto de 1995 en Belgrado, Serbia) es un jugador de baloncesto serbio. Con sus 2,05 metros de altura, juega indistintamente como escolta o alero, y actualmente pertenece a la plantilla del Büyükçekmece Basketbol de la BSL turca.

## Trayectoria
Zagorac empieza su carrera profesional en las filas del KK Mega Vizura de Serbia, (más adelante denominado KK Mega Leks), comienza con 17 años de edad en las categorías inferiores del cuadro serbio, en 2012 para luego tener a partir de la temporada 2013-2014, tener minutos como cedido en el KK Smederevo 1953 de Serbia. La temporada 2014-2015 juega en el primer equipo del KK Mega Leks y hace muy buena temporada.
Rade juega en la liga Adriática la temporada 2014-2015, y hace un buen papel, disputa un total de 23 partidos, consiguiendo un total de 258 puntos, un 47.3 % en tiro de 2 puntos, y un 39.7 % en triples, 79 rebotes y un total de 44 asistencias por partido.
En el Draft de la NBA de 2016, es escogido en la segunda ronda con el puesto 35 por los Boston Celtics, que traspasaron sus derechos el día mismo a los Memphis Grizzlies.
El 17 de julio de 2017 firmó un contracto de 2 años (con opción por el tercero) con los Memphis Grizzlies.

## Internacional
Rade Zagorac juega el Europeo Sub-18 de Letonia en el 2013 donde consigue la sexta plaza final con la selección de Serbia y una media de 9 puntos por partido y de 4.3 rebotes de media.
En el Europeo Sub-20 de Italia de 2015, realiza con Serbia un gran torneo ganando todos los partidos, el serbio acaba con 11.4 puntos y 4.7 rebotes de media por partido, logrando de forma muy merecida la medalla de oro.